# Tàu con thoi Discovery
Tàu con thoi Discovery (tiếng Anh của "khám phá"; mã số: OV-103) là một trong số những tàu con thoi thuộc về Cục Quản trị Hàng không và Không gian Quốc gia Hoa Kỳ (NASA). Cất cánh lần đầu tiên vào năm 1984, Discovery là tàu con thoi thứ ba được đưa vào hoạt động. Tàu Discovery vừa phục vụ nghiên cứu, vừa phục vụ cho việc lắp đặt Trạm Vũ trụ Quốc tế (ISS).

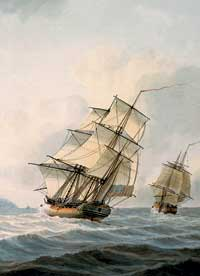
HMS Discovery thế kỷ XVIII

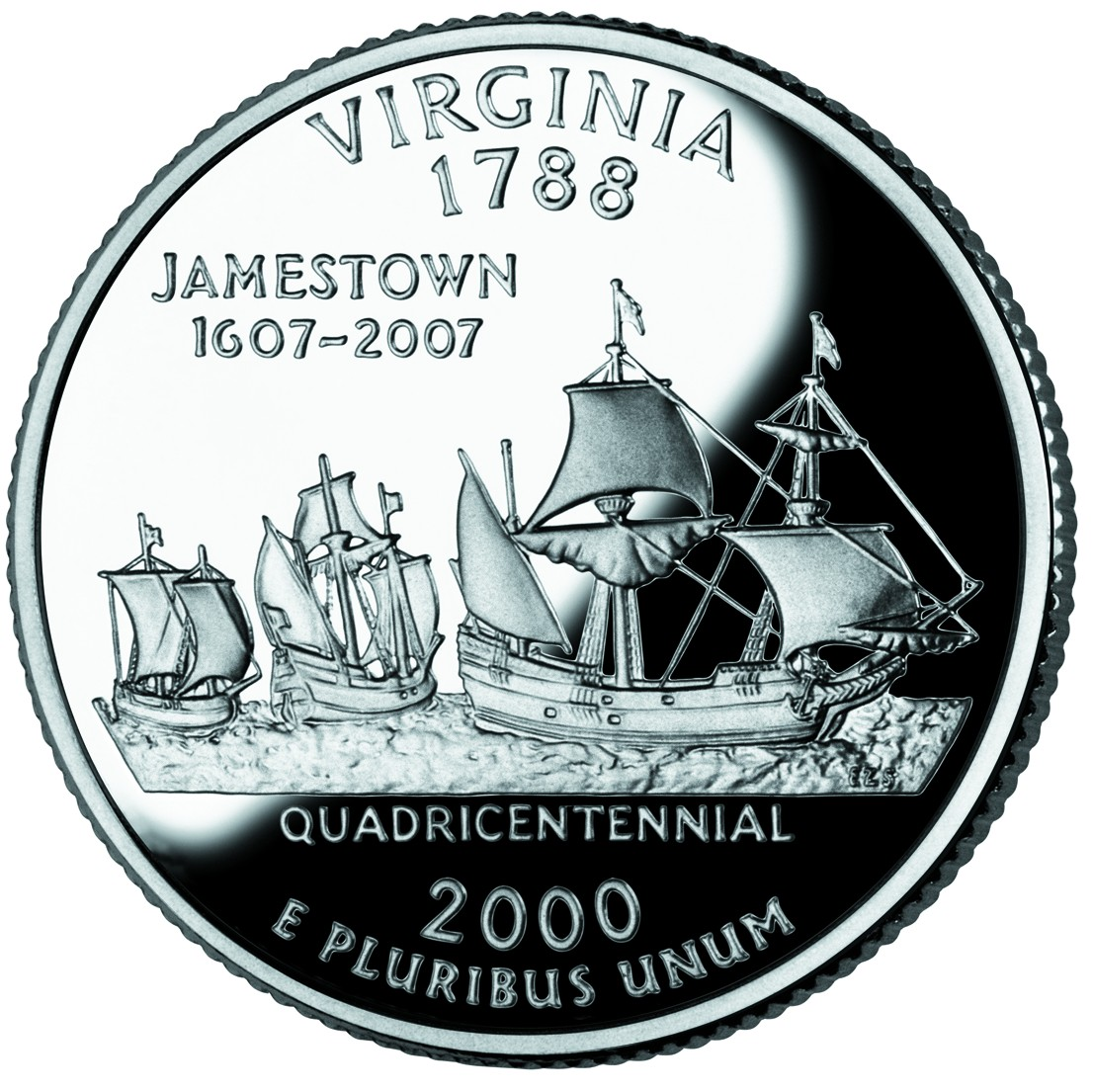
Discovery của Henry Hudson

Tàu được lấy tên từ những con tàu thám hiểm tên Discovery. Đầu tiên là HMS Discovery, một con tàu biển đã đưa thuyền trưởng James Cook trên chuyến đi lớn thứ ba và cũng là cuối cùng của ông ta. Ngoài ra, còn có con tàu Discovery của Henry Hudson, được sử dụng trong năm 1610–1611 để đi tìm Tuyến đường biển Tây Bắc (Northwest Passage), và RRS Discovery, một con tàu được sử dụng bởi Scott và Shackleton cho những cuộc thám hiểm tới châu Nam Cực năm 1901–1904 (và vẫn còn đang được gìn giữ làm bảo tàng). Tàu con thoi này cũng trùng tên với Discovery One, con tàu trong phim 2001: A Space Odyssey.
Discovery là tàu con thoi đã phóng Kính viễn vọng Hubble. Phi vụ sửa chữa lần thứ hai và lần ba của Hubble cũng được thực hiện bởi Discovery. Tàu này cũng đã phóng vệ tinh thám hiểm Ulysses và 3 vệ tinh TDRS. Discovery đã được chọn hai lần trong việc trở lại các chuyến bay lên quỹ đạo, lần thứ nhất là chuyến bay trong năm 1988, sau thảm họa Challenger, và lần thứ hai là vào tháng 7 năm 2005, sau thảm họa Columbia. Discovery cũng đã đưa phi hành gia John Glenn của Chương trình Mercury, 77 tuổi vào lúc đó, trở lại không gian trong STS-95 vào ngày 29 tháng 10 năm 1998, làm ông trở thành người cao tuổi nhất du hành vào không gian.

## Các phi vụ nổi bật
- STS-41-D: Chuyến bay đầu tiên
- STS-51-D: Đưa thượng nghị sĩ Hoa Kỳ đầu tiên vào không gian, Jake Garn (Cộng Hòa-Utah)
- STS-26: Quay trở lại không gian sau khi thảm họa Challenger (STS-51-L)
- STS-31: Phóng Kính viễn vọng Hubble
- STS-95: Chuyến bay thứ hai của John Glenn, người cao tuổi nhất vào không gian và là nghị viên thứ hai vào không gian.
- STS-114: Quay trở lại không gian sau thảm họa Columbia (STS-107)
- STS-121: Chuyến thứ hai trở lại không gian sau thảm họa Columbia và là lần phóng tàu con thoi đầu tiên nhân dịp Quốc khánh Hoa Kỳ 4 tháng 7.

### Danh sách các phi vụ
| #  | Ngày                 | Mã hiệu  | Ghi chú | Thời gian hành trình              |
| -- | -------------------- | -------- | --- | --------------------------------- |
| 1  | 30 tháng 8 năm 1984  | STS-41-D | Phi vụ đầu tiên của Discovery: Mang theo 2 vệ tinh viễn thông, gồm LEASAT F2. | 6 ngày, 00 giờ, 56 phút, 04 giây  |
| 2  | 8 tháng 11 năm 1984  | STS-51-A | Mang 2 và sửa chữa 2 vệ tinh viễn thông bao gồm LEASAT F1. | 7 ngày, 23 giờ, 44 phút, 56 giây  |
| 3  | 24 tháng 1 năm 1985  | STS-51-C | Phóng lên vệ tinh ELINT Magnum DOD. | 3 ngày, 01 giờ, 33 phút, 23 giây  |
| 4  | 2 tháng 4 năm 1985   | STS-51-D | Phóng lên 2 vệ tinh viễn thông bao gồm LEASAT F3. | 6 ngày, 23 giờ, 55 phút, 23 giây  |
| 5  | 17 tháng 6 năm 1985  | STS-51-G | Mang lên 2 vệ tinh thông tin, Sultan Salman al-Saud trở thành vệ tinh đầu tiên của Ả Rập Xê Út. | 7 ngày, 01 giờ, 38 phút, 52 giây  |
| 6  | 27 tháng 8 năm 1985  | STS-51-I | Mang theo 2 vệ tinh viễn thông gồm LEASAT F4. Khôi phục, sửa chữa và triển khai lại LEASAT F3. | 7 ngày, 02 giờ, 17 phút, 42 giây  |
| 7  | 29 tháng 9 năm 1988  | STS-26   | Trở lại hoạt động sau vụ thảm họa tàu con thoi Challenger, phóng TDRS. | 4 ngày, 01 giờ, 00 phút, 11 giây  |
| 8  | 13 tháng 3 năm 1989  | STS-29   | Phóng TDRS. | 4 ngày, 23 giờ, 38 phút, 52 giây  |
| 9  | 22 tháng 11 năm 1989 | STS-33   | Phóng vệ tinh ELINT Magnum DOD. | 5 ngày, 00 giờ, 06 phút, 49 giây  |
| 10 | 24 tháng 4 năm 1990  | STS-31   | Phóng Hubble Space Telescope (HST). | 5 ngày, 01 giờ, 16 phút, 06 giây  |
| 11 | 6 tháng 10 năm 1990  | STS-41   | Phóng tàu thám hiểm Ulysses. | 4 ngày, 02 giờ, 10 phút, 04 giây  |
| 12 | 28 tháng 4 năm 1991  | STS-39   | Phóng vệ tinh 675 (AFP675)-thuộc chương trình Không lực DOD. | 8 ngày, 07 giờ, 22 phút, 23 giây  |
| 13 | 12 tháng 9 năm 1991  | STS-48   | Mang lên vệ tinh Upper Atmosphere Research Satellite (UARS). | 5 ngày, 08 giờ, 27 phút, 38 giây  |
| 14 | 22 tháng 1 năm 1992  | STS-42   | Mang lên International Microgravity Laboratory-1 (IML-1). | 8 ngày, 01 giờ, 14 phút, 44 giây  |
| 15 | 2 tháng 12 năm 1992  | STS-53   | Mang lên vệ tinh của bộ Quốc phòng Hoa Kỳ. | 7 ngày, 07 giờ, 19 phút, 47 giây  |
| 16 | 8 tháng 4 năm 1993   | STS-56   | Mang theo Atmospheric Laboratory (ATLAS-2). | 9 ngày, 06 giờ, 08 phút, 24 giây  |
| 17 | 12 tháng 9 năm 1993  | STS-51   | Mang theo Vệ tinh công nghệ viễn thông tiên tiến (Advanced Communications Technology Satellite-ACTS). | 9 ngày, 20 giờ, 11 phút, 11 giây  |
| 18 | 3 tháng 2 năm 1994   | STS-60   | Mang theo Wake Shield Facility (WSF). | 7 ngày, 06 giờ, 08 phút, 36 giây  |
| 19 | 9 tháng 9 năm 1994   | STS-64   | Mang LIDAR In-Space Technology Experiment (LITE). | 10 ngày, 22 giờ, 49 phút, 57 giây |
| 20 | 3 tháng 2 năm 1995   | STS-63   | Kết nối vào trạm không gian Mir. | 8 ngày, 06 giờ, 29 phút, 36 giây  |
| 21 | 13 tháng 7 năm 1995  | STS-70   | Mang lên vệ tinh thứ 7 Tracking and Data Relay Satellite (TDRS). | 8 ngày, 22 giờ, 20 phút, 05 giây  |
| 22 | 11 tháng 2 năm 1997  | STS-82   | Sửa chữa Hubble Space Telescope (HST) (HSM-2). | 9 ngày, 23 giờ, 38 phút, 09 giây  |
| 23 | 7 tháng 8 năm 1997   | STS-85   | Mang lên kính Cryogenic Infrared Spectrometers and Telescopes. | 11 ngày, 20 giờ, 28 phút, 07 giây |
| 24 | 2 tháng 6 năm 1998   | STS-91   | Phi vụ cuối tàu con thoi kết nối với trạm Mir | 9 ngày, 19 giờ, 55 phút, 01 giây  |
| 25 | 29 tháng 10 năm 1998 | STS-95   | SPACEHAB, chuyến bay thứ hai của John Glenn, Pedro Duque trở thành người Tây Ban Nha đầu tiên lên không gian. | 8 ngày, 21 giờ, 44 phút, 56 giây  |
| 26 | 27 tháng 5 năm 1999  | STS-96   | Phi vụ cung cấp trang thiết bị cho International Space Station. | 9 ngày, 19 giờ, 13 phút, 57 giây  |
| 27 | 19 tháng 12 năm 1999 | STS-103  | Sửa chữa Hubble Space Telescope (HST) (HSM-3A). | 7 ngày, 23 giờ, 11 phút, 34 giây  |
| 28 | 11 tháng 10 năm 2000 | STS-92   | Chuyến bay lắp ghép với ISS (mang theo modul Z1 truss); phi vụ thứ 100 của các tàu con thoi. | 12 ngày, 21 giờ, 43 phút, 47 giây |
| 29 | 8 tháng 3 năm 2001   | STS-102  | Mang theo các đội bay đến và rời ISS (Expedition 1 và Expedition 2) | 12 ngày, 19 giờ, 51 phút, 57 giây |
| 30 | 10 tháng 8 năm 2001  | STS-105  | Mang theo các đội bay đến và rời ISS (Expedition 2 và Expedition 3) | 11 ngày 21 giờ, 13 phút, 52 giây  |
| 31 | 26 tháng 7 năm 2005  | STS-114  | Trở lại hoạt động sau thảm họa tàu con thoi Columbia; mang trang thiết bị lên Trạm Vũ trụ Quốc tế (ISS), tàu được triển khai những thủ tục kiểm tra an toàn mới, mang lên ISS Multi-Purpose Logistics Module (MPLM) Raffaello. | 13 ngày, 21 giờ, 33 phút, 00 giờ  |
| 32 | 4 tháng 7 năm 2006   | STS-121  | Mang trang thiết bị lên ISS, kiểm tra kĩ thuật và an toàn theo phương pháp mới cho tàu. | 12 ngày, 18 giờ, 37 phút, 54 giây |
| 33 | 9 tháng 12 năm 2006  | STS-116  | Mang đội bay lên ISS (mang và lắp đặt modul P5 truss); Chuyến bay cuối cùng tại bệ phóng 39-B; Chuyến phóng vào ban đêm đầu tiên sau thảm họa tàu Columbia.                                                                    | 12 ngày, 20 giờ, 44 phút, 16 giây |
| 34 | 23 tháng 10 năm 2007 | STS-120  | Mang đội bay lên ISS (mang và lắp đặt modul Harmony). | 15 ngày, 02 giờ, 23 phút, 55 giây |
| 35 | 31 tháng 5 năm 2008  | STS-124  | Mang đội bay lên ISS (mang và lắp đặt modul Kibō JEM PM). | 13 ngày, 18 giờ, 13 phút, 07 giây |
| 36 | 2009 March 15        | STS-119  | Mang đội bay lên ISS và lắp đặt modul (ITS S6) và dãy pin mặt trời và pin. Thay thế một hệ thống chuyển đổi ure thành nước bị hỏng.                                                                                            | 12 ngày, 19 giờ, 29 phút, 33 giây |
| 37 | 28 tháng 8 năm 2009  | STS-128  | Mang đội bay lên ISS và bổ sung thiết bị cho modul Leonardo Multi-Purpose Logistics Module. Cũng mang theo máy tập chạy bộ C.O.L.B.E.R.T đặt theo tên của phi hành gia Stephen Colbert                                         | 13 ngày 20 giờ, 54 phút, 40 giây  |
| 38 | 5 tháng 4 năm 2010   | STS-131  | Bổ sung cho modul Leonardo Multi-Purpose Logistics Module. Phi vụ cũng đánh dấu lần đầu tiên có 4 phụ nữ trong không gian và lần đầu tiên có 2 phi hành gia người Nhật Bản.                                                    | 15 ngày 2 giờ, 47 phút, 10 giây‡  |
| 39 | 24 tháng 2 năm 2011  | STS-133  | Tàu được phóng vào lúc 4:53 p.m. EST, mang theo modul Pressurized Multipurpose Module (PMM) Leonardo, ELC-4 và Robonaut 2 lên ISS. Đây là phi vụ cuối cùng của Tàu con thoi Discovery.                                         | 11 days                           |

‡ Phi vụ có thời gian lâu nhất của Discovery

 – Phi vụ có thời gian ngắn nhất của Discovery

## Thư viện ảnh
|                                                                  |                                                               |                                                                        |                                                            |
| Tàu con thoi Discovey mở khoang chứa hàng trước khi cập bến ISS. | Phi vụ đầu tiên của Discovery mang tên STS 41-D.              | Phi vụ STS-121 của Discovey được thực hiện vào ngày Quốc khánh Hoa Kỳ. | Tàu con thoi Discovey trước ngày thực hiện phi vụ STS-119. |
|                                                                  |                                                               |                                                                        |                                                            |
| Tàu con thoi Discovery được kiểm tra năm 1998.                   | Discovery thực hiện ghép nối với International Space Station. | Tàu con thoi Discovery ngay sau khi hạ cánh xuống Trái Đất.            | Discovey trên lưng Boeing 747 của Nasa.                    |

### Huy hiệu các phi vụ của Discovery
| Biểu tượng Tàu con thoi Discovey của NASA | Biểu tượng Tàu con thoi Discovey của NASA | Biểu tượng Tàu con thoi Discovey của NASA | Biểu tượng Tàu con thoi Discovey của NASA | Biểu tượng Tàu con thoi Discovey của NASA | Biểu tượng Tàu con thoi Discovey của NASA | Biểu tượng Tàu con thoi Discovey của NASA | Biểu tượng Tàu con thoi Discovey của NASA |
| Huy hiệu các chuyến bay của Discovery     | Huy hiệu các chuyến bay của Discovery     | Huy hiệu các chuyến bay của Discovery     | Huy hiệu các chuyến bay của Discovery     | Huy hiệu các chuyến bay của Discovery     | Huy hiệu các chuyến bay của Discovery     | Huy hiệu các chuyến bay của Discovery     | Huy hiệu các chuyến bay của Discovery     |
| ----------------------------------------- | ----------------------------------------- | ----------------------------------------- | ----------------------------------------- | ----------------------------------------- | ----------------------------------------- | ----------------------------------------- | ----------------------------------------- |
|                                           |                                           |                                           |                                           |                                           |                                           |                                           |                                           |
| STS-41-D                                  | STS-51-A                                  | STS-51-C                                  | STS-51-D                                  | STS-51-G                                  | STS-51-I                                  | STS 26                                    | STS 29                                    |
|                                           |                                           |                                           |                                           |                                           |                                           |                                           |                                           |
| STS 33                                    | STS 31                                    | STS 41                                    | STS 39                                    | STS 48                                    | STS 42                                    | STS 53                                    | STS 56                                    |
|                                           |                                           |                                           |                                           |                                           |                                           |                                           |                                           |
| STS 51                                    | STS 60                                    | STS 64                                    | STS 63                                    | STS 70                                    | STS 82                                    | STS 85                                    | STS 91                                    |
|                                           |                                           |                                           |                                           |                                           |                                           |                                           |                                           |
| STS 95                                    | STS 96                                    | STS 103                                   | STS 92                                    | STS 102                                   | STS 105                                   | STS 114                                   | STS 121                                   |
|                                           |                                           |                                           |                                           |                                           |                                           |                                           |                                           |
| STS 116                                   | STS 120                                   | STS 124                                   | STS 119                                   | STS 128                                   | STS 131                                   | STS 133                                   |                                           |